# Friends of Science
Friends of Science ist eine zur politischen Rechten zählende industriefinanzierte Nonprofit-Organisation mit Sitz im kanadischen Calgary (Alberta). Sie leugnet die menschengemachte globale Erwärmung, verbreitet Falschinformationen zum Klimawandel betreibt Astroturfing und setzt sich für die petrochemische Industrie ein. Gegründet wurde sie von dem Lobbyisten Robert Harris, der zuvor für eine Lobbyorganisation der Energiewirtschaft tätig war. Finanziert wird Friends of Science u. a. vom Kohlekonzern Peabody Energy sowie von Öl- und Gasunternehmen.

## Ziele
Gegründet wurde Friends of Science 2002 in Calgary, Alberta, dem Zentrum der kanadischen Ölsandindustrie. Laut eigenem Bekunden lauten die Ziele der Organisation wie folgt:

“Our Goal: To educate the public about climate science and through them bring pressure to bear on governments to engage in public debates on the scientific merits of the hypothesis of human induced global warming and the various policies that intend to address the issue.”

„Unser Ziel: Die Öffentlichkeit über die Klimawissenschaft aufzuklären und dadurch Druck auf Regierungen auszuüben, sich in die öffentlichen Debatten über den wissenschaftlichen Wert der Hypothese über den anthropogen verursachten Klimawandel einzuschalten.“

## Vorgehen
Im Gegensatz zu zahlreichen anderen Think Tanks, die sich zunehmend von der Leugnung der Existenz des Klimawandels wegbewegen und zu sanfteren Formen der Leugnung und Bekämpfung von erneuerbaren Energien, CO2-Bepreisung und andere Möglichkeiten der Reduzierung fossiler Energieträger übergehen, bestreitet Friends of Science selbst mit Stand 2025 noch die bloße Existenz der Erderwärmung. Stattdessen behauptet die Organisation, dass sich die Erde sogar abkühle.
Unter anderem verbreitet die Organisation die Falschinformation, dass die globale Erwärmung vor allem durch veränderte Sonnenaktivität verursacht wird und nicht durch hauptsächlich durch vom Menschen freigesetztes Kohlenstoffdioxid. Zudem behauptet sie fälschlich, dass die Erderwärmung vor mehr als 16 Jahren aufgehört habe. 2021 erklärte Friends of Science, dass Klimamodelle weiterhin falsche Ergebnisse lieferten.
Parallel argumentierte die Organisation aber dennoch häufig gegen Kohlenstoffsteuern, alternativen Energien und andere politische oder technologische Instrumente, die zu einer Verringerung des Öl- und Gasverbrauchs führen könnten. Zugleich wirft sie Wissenschaftlern, Politikern und Umweltschützern vor, irrational, alarmistisch, ideologisch motiviert, unehrlich oder naiv zu sein, um so durch Infragestellung des wissenschaftlichen Konsenses zum Klimawandel den Status quo der bestehenden kohlenstoffintensiven Wirtschaftsweise aufrechtzuerhalten.

## Personal
Laut eigenem Angaben handelt es sich bei der Organisation um eine "Gruppe von Erd-, Atmosphären, Solarwissenschaftlern und Ingenieure". Eine wissenschaftliche Untersuchung über fünf Jahre fand unter dem Stammpersonal keinerlei Erd-, Atmosphären, Solarwissenschaftler, sondern nur mehrere Ingenieure, die überwiegend mit der fossilen Energiebranche in Verbindung stehen. Bei der Untersuchung wurde keine Person bei Friends of Science mit Doktorgrad in Atmosphärenwissenschaften oder verwandten Naturwissenschaften gefunden werden.